# Electro house
Sous-genres
Big room house, complextro, dutch house, fidget house subground, melbourne bounce
L'electro house est un genre de house. Le genre est principalement influencé par l'électro, electroclash, la pop, la synthpop,, et la tech house,,. Le terme est utilisé pour décrire le style d'artistes que l'on retrouve dans le classement DJ Mag Top 100 DJs tels que deadmau5, Kaskade, Knife Party, Madeon, Porter Robinson, Zedd.

## Histoire
Le genre est décrit comme un genre de fusion musicale de la house et de l'electro, aussi bien sous sa forme originale ou comme fusionné avec la synthpop, la techno de la fin des années 1990, et l'electroclash. Il s'agit également d'un terme considéré être créé par l'adjectif « electro » (signifiant « futuriste » ou « dur ») et « house » (la musique).
Les premières musiques pouvant être catégorisées sous ce terme peuvent inclure les titres Dark Invader et The Arrival des Arrivers en 1996, et Raw S*it de Basement Jaxx en 1997 ; le titre à succès Flat Beat de Mr. Oizo, datant de 1999, est également perçu comme précurseur du genre.
Benny Benassi, avec son titre Satisfaction, datant de 2002, est considéré comme le précurseur d'un electro house qui passe d'un public restreint à un public général,. Début des années 2000, de nombreux nouveaux artistes rejoignent le mouvement comme Yasutaka Nakata. En 2005, la popularité de l'electro house s'accroît considérablement. En novembre 2006, les titres electro house Put Your Hands Up For Detroit de Fedde le Grand, et Yeah Yeah de Bodyrox et Luciana, respectivement, atteignent les classements musicaux britanniques (top 40). Dès lors, des producteurs d'electro house comme Porter Robinson, Feed Me, The M Machine, Knife Party et Skrillex se popularisent et se concrétisent dans le genre.

## Caractéristiques
L'electro house contient des éléments de tech house, comme les très utilisées lignes de basses, des riffs courts et pitchés, et des percussions. Contrairement à la tech house, cependant, elle peut inclure des morceaux de synthétiseurs axés electro et des échantillons sonores vocaux ou instrumentaux. Le tempo tourne habituellement autour de 128 et 130 BPM. Les récentes compositions contiennent une basse « dirty » créée à partir d'un signal en dents de scie ou synthèse FM, accompagné d'un effet de compression et de distorsion.

## Sous-genres

### Complextro
Le complextro est créé à partir d'un jeu de mots entre les mots « complexe » et « electro ». Le terme est inventé par Porter Robinson afin de décrire le type de musique qu'il créait en 2010,. Il cite être principalement influencé par les musiques vidéoludiques, ou chiptunes.

### Dutch house
La dutch house, souvent appelée « dirty dutch », est un genre d'electro house originaire des Pays-Bas, créée en 2009. Le genre est influencé par la techno de Détroit, le hip-hop et autres styles de musiques urbaines.

### Big room
La big room house, appelée aussi « big room », est un type d'electro house créé au début des années 2010. Elle commence à se développer, et gagne particulièrement en popularité dans les festivals EDM. Les chansons Big room se chevauchent entre dutch house et trance, (même si le rythme varie généralement entre 126 à 130 BPM), incorporant des mélodies simples et des notes courtes de synthétiseurs.

### Fidget house
La fidget house, ou fidget, est définie par « des parties vocales coupées en fonction du rythme. » Elle est influencée par les genres Chicago house, techno de Détroit, Baltimore club, kuduro, pimba, bassline, bouncy techno, dubstep, techstep, hip-hop, easy listening et musique du monde. Les adeptes du genre incluent The Bloody Beetroots, Crookers, Danger, Hervé, Sinden, et Switch. Le terme fidget house est crédité par les producteurs/disc-jockeys Jesse Rose et Switch, « comme un blague, qui est allée un peu trop loin,. »

## Genres associés

### Jungle terror
Le jungle terror est un genre musical qui s'est développé dans les années 2010. Il est souvent décrit comme un mélange « chaotique » de house avec des rythmes grime et drum and bass, ainsi que des bruits d'animaux, des chops de voix et des percussions. Le DJ et producteur de musique néerlandais Wiwek est désigné par la presse comme le fondateur du genre, qui a rendu le style populaire sur la scène EDM entre 2013 et 2016. Skrillex, Diplo et KURA sont également associés au genre.

### Moombahton
Le moombahton est un mélange de dutch house et de reggaeton. Le genre se caractérise notamment par une « épaisse couche » de basse, mais « ne possède aucune réelle caractéristique au-delà de 108 BPM. » Créé à partir d'un jeu de mots entre « moombah » et « reggaeton », le moombahton est crédité par DJ Dave Nada lors d'un mix alors qu'il diminuait le tempo de la chanson Moombah de Silvio Ecomo et Chuckie, remixée par Afrojack, afin de convaincre les adeptes de reggaeton. D'autres producteurs du genre incluent Diplo, Dillon Francis et Munchi.
Le moombahcore est dérivé du moombahton caractérisé par un tempo de 110 BPM, et des mélanges d'éléments sonores en provenance du dubstep, du techstep, du breakcore et du gabber,. Elle se caractérise également par des échantillons de voix entre-coupées, et des basses axées dubstep. Des artistes ayant déjà produit du moombahcore incluent Delta Heavy (en), Dillon Francis, Noisia, Feed Me, Knife Party, et Skrillex.

### Subground
Le subground est un style de musique électronique, oscillant entre musique house et hardstyle. Les racines remontent vers la fin de l'année 2010, où un DJ hardstyle italien nommé Activator est inspiré par les productions de musique électronique anglaises de certains DJ comme Organ Donors et Alex Kidd. Voulant créer une alternative au hardstyle après en avoir discuté avec quelques DJs Italiens, il décide de se lancer dans des sons « différents et innovants » en se basant sur des sonorités de musique house et hardstyle. C'est ainsi que le Subground voit le jour le 15 juin 2011, avec les musiques Thavar/Darron sous un label utilisant comme nom ce genre de musique,.